# Harold Frederick
Harold Frederick (ur. 18 lutego 1927 w Nowym Orleanie) – strzelec z Wysp Dziewiczych Stanów Zjednoczonych, olimpijczyk. 
Brał udział w letnich igrzyskach olimpijskich w 1972 (Monachium) i letnich igrzyskach olimpijskich w 1976 (Montreal). Startował tylko w konkurencji karabinu małokalibrowego leżąc, jednak zajmował dość odległe pozycje – w Monachium sklasyfikowany został na 88. miejscu, a w Montrealu zajął 74. miejsce ex aequo z kolegą z drużyny narodowej Peterem Hoganem.

## Wyniki olimpijskie
| Igrzyska | Konkurencja                       | Wynik                           | Miejsce | Źródło |
| -------- | --------------------------------- | ------------------------------- | ------- | ------ |
| IO 1972  | Karabin małokalibrowy leżąc, 50 m | 580 punktów (98-95-99-97-97-94) | 88      | [ 1 ]  |
| IO 1976  | Karabin małokalibrowy leżąc, 50 m | 571 punktów (94-99-95-94-93-96) | 74T     | [ 2 ]  |